# Lý thuyết số siêu việt
Lý thuyết số siêu việt là một nhánh của lý thuyết số nghiên cứu các số siêu việt (các số không phải là nghiệm của bất kỳ phương trình đa thức nào với các hệ số nguyên), theo cả hai cách định tính và định lượng.

## Siêu việt
Định lý cơ bản của đại số cho chúng ta biết rằng nếu chúng ta có đa thức khác không với các hệ số nguyên thì đa thức đó sẽ có nghiệm trong trường các số phức. Nghĩa là, đối với bất kỳ đa thức P nào có hệ số nguyên sẽ có một số phức α sao cho P (α) = 0. Lý thuyết siêu việt liên quan đến câu hỏi ngược: cho một số phức α, có đa thức P với các hệ số nguyên sao cho P (α) = 0 hay không? Nếu không có đa thức như vậy tồn tại thì số α được gọi là số siêu việt.
Nói chung, lý thuyết liên quan đến sự độc lập đại số của các con số. Một tập hợp các số {α1, α2,..., αn} được gọi là độc lập đại số trên một trường K nếu không có P đa thức khác 0 trong n biến có hệ số trong K sao cho P (α1, α2,..., αn) = 0. Vì vậy, nếu một số đã cho là siêu việt, thực ra là một trường hợp đặc biệt của độc lập đại số trong đó n = 1 và trường K là trường hữu tỷ.
Một khái niệm liên quan là liệu có một biểu thức dạng đóng cho một số hay không, bao gồm hàm mũ và logarit cũng như các phép toán đại số. Có nhiều định nghĩa khác nhau về "dạng đóng" và các câu hỏi về dạng đóng thường có thể được giảm xuống thành các câu hỏi về tính siêu việt.

## Lịch sử

### Xấp xỉ theo số hữu tỷ: Từ Liouville đến Roth
Sử dụng thuật ngữ siêu việt để chỉ một đối tượng không phải là đại số có từ thế kỷ XVII, khi Gottfried Leibniz chứng minh rằng hàm sin không phải là hàm đại số. Câu hỏi liệu một số loại số nhất định có thể là siêu việt đã xuất hiện từ năm 1748  khi Euler khẳng định rằng số loga b không phải là đại số với các số hữu tỷ a và b, với điều kiện b không phải là dạng b = ac với c là một số hữu tỷ.
Khẳng định của Euler đã không được chứng minh cho đến thế kỷ XX, nhưng gần 100 năm sau tuyên bố của ông Joseph Liouville đã cố gắng chứng minh sự tồn tại của những con số không phải là đại số, điều mà cho đến lúc đó vẫn chưa được biết chắc chắn. Các bài báo gốc của ông về vấn đề này vào những năm 1840 đã phác thảo ra các đối số bằng cách sử dụng các phân số liên tục để xây dựng các số siêu việt. Sau đó, vào những năm 1850, ông đã đưa ra một điều kiện cần thiết cho một số là đại số, và do đó là điều kiện đủ để một số có thể là số siêu việt. Tiêu chí siêu việt này cũng không đủ mạnh để trở nên cần thiết và thực sự nó không phát hiện ra rằng số e là số siêu việt. Nhưng nghiên cứu của Lioville đã cung cấp một lớp số siêu việt lớn hơn, hiện được gọi là các số Liouville để vinh danh ông.
Tiêu chí của Liouville về cơ bản nói rằng các số đại số có thể được xấp xỉ rất tốt bằng các số hữu tỷ. Vì vậy, nếu một số có thể được xấp xỉ rất tốt bằng các số hữu tỷ thì nó phải siêu việt. Ý nghĩa chính xác của "xấp xỉ rất tốt" trong công việc của Liouville liên quan đến một số mũ nhất định. Ông đã chỉ ra rằng nếu α là một số đại số với bậc d ≥ 2 và ε là bất kỳ số nào lớn hơn 0, thì biểu thức
{\displaystyle \left|\alpha -{\frac {p}{q}}\right|<{\frac {1}{q^{d+\varepsilon }}}}
có thể được thỏa mãn chỉ bằng hữu hạn các số hữu tỉ p/q. Sử dụng điều này như một tiêu chí cho sự siêu việt không phải là chuyện dễ, vì người ta phải kiểm tra xem liệu có vô số giải pháp p/q cho mỗi d ≥ 2 hay không.